# الجزيرة 360
الجزيرة 360 منصّة تقدّم خدمة البثّ الحي و‌الفيديو حسب الطلب أطلقتها شبكة الجزيرة الإعلامية لتقديم محتوى إعلامي متنوع يشمل البرامج الوثائقية، الأخبار، البرامج الحوارية، الإنتاجات الدرامية. تهدف المنصة إلى توفير «مشاهدة بلا قيود» متجاوزةً الحدود الجغرافية والسياسية التي تفرضها المنصات الرقمية.
المنصة سوف تحمل شعار "مشاهدة بلا قيود" وستحتوي على أرشيف الجزيرة المرئي منذ تدشين الشبكة بالإضافة إلى إنتاج جديد وحصري .

## الهدف من إنشاء المنصة
الجزيرة قالت في بيانها  إن الهدف وراء إطلاق منصة الجزيرة 360 يتمحور حول تحرير المشاهد من القيود التي تفرضها مواقع التواصل الاجتماعي والمنصات الرقمية العالمية على المحتوى الإعلامي، خاصة تلك القيود المتعلقة بالحظر والحجب. تسعى الجزيرة من خلال هذه المنصة لإطلاق عدة نوافذ رقمية تمكّن المشتركين من متابعة كل ما تبثه الجزيرة بحرية كاملة، بما في ذلك البرامج الخاصة، الوثائقيات، والبث المباشر في أي وقت ومن أي مكان.

## محتوى المنصة
أعلن جمال الدين الشيال مدير المحتوى في المنصة عن تفاصيل هذا المحتوى من خلال حوار صحفي مع صحيفة الشرق القطرية  والذي كشف فيه عن وجود أكثر من 20 برنامجاً جديداً كما أكد أن المنصة ستتيح للجمهور مشاهدة كل إنتاج الجزيرة المرئي منذ تأسيسها في مكان واحد، بالإضافة إلى خاصية البث المباشر.

### البث الحي والمباشر
منصة الجزيرة 360 تضم البث الحي لجميع القنوات التلفزيونية التابعة للشبكة، مثل قناة الجزيرة الإخبارية، الجزيرة الوثائقية، الجزيرة الإنجليزية، الجزيرة بلقان، وغيرها من قنوات الشبكة بالإضافة إلى دورها كمنصة تقدم محتوى حسب الطلب.

### أرشيف الجزيرة المرئي
يضم أكثر من 5000 حلقة وآلاف الساعات من التغطيات الإعلامية والوثائقية. يحتفظ هذا الأرشيف بسجل للأحداث التاريخية والمقابلات الحصرية والتغطيات العالمية التي قدمتها شبكة الجزيرة على مدار تاريخها، مما يوفر سياقًا عميقًا ومفصلًا للأحداث الجارية والتاريخية دون أي قطع أو تحريف.

### برامج الجزيرة 360 الأصلية
تمتلك شبكة الجزيرة حقوق التوزيع الحصرية للبرامج الأصلية في الجزيرة 360. ومن بين البرامج البارزة على المنصة:
1. حكم وحكمة: برنامج ديني تفاعلي يُقدمه الشيخ الدكتور عمر عبد الكافي.
2. الورشة: برنامج ترفيهي يقوده الفنان المصري أحمد أمين.
3. الشبكة: برنامج سياسي ساخر يعرض أسبوعيًا، يقدمه أمنة خندقجي وزياد الشريف.
4. المحطّة: برنامج ساخر من بطولة وتقديم عمرو واكد،
5. يوميات مقاتل: سلسلة وثائقية تغوص في حياة المقاتلين الذين ينتمون إلى القوات غير النظامية حول العالم.
6. العمارة والإنسان: برنامج معرفي من تقديم الإعلامية منى حوّا، يستكشف التأثيرات النفسية، الاجتماعية، والسياسية للعمارة على الإنسان.
7. النبي الإنسان: برنامج ديني يقدمه الدكتور عمر عبدالكافي، يركز على استعراض الصفات الإنسانية للنبي محمد ﷺ.
8. قصتي: برنامج حواري يضيء على قصص شخصيات متنوعة حققت نجاحات استثنائية في مجالاتها.
9. خيال أم جد: برنامج اجتماعي ترفيهي يقدمه المؤثر السوداني أمجد النور.
10. في مثل هذا الأسبوع: برنامج أرشيفي أسبوعي يقدمه محمد العادلي وأميرة إيمولودان،
11. عن السينما: برنامج من تقديم ريتا خان، يستكشف تاريخ وحاضر صناعة السينما.
12. مواطنون درجة ثانية: برنامج وثائقي يقدمه محمد الرماش، يستكشف أوضاع المسلمين في أوروبا والتحديات التي يواجهونها.
13. حروب بديلة: برنامج وثائقي يعرف المشاهد على أشكال بديلة من الحروب تستخدمها الدول لحسم الصراعات وردع الأعداء دون قتال واشتباك مباشر.
14. خلف الأبواب المُغلقة: البرنامج يستقصي ويوثق قضية سحب الأطفال في أوروبا بتفصيل وموضوعية.
15. تهريب البشر: تخوض الجزيرة مع ضحايا الاتجار بالبشر رحلتهم من إثيوبيا إلى اليمن، لكشف الانتهاكات التي يتعرضون لها.
16. باب حوار: برنامج حواري عفوي بدون مقدّم للحوار، تقبل فيه الأطراف المتقابلة بالجلوس أمام طاولة الحوار والاستماع لرأي مخالف حتى إن لم يصل الحوار إلى مساحة اتفاق.
17. رجل الصحراء: سلسلة سفر وثائقية يقدّمها الرحالة خالد الجابر عبر صحاري العالم والمناظر الطبيعية الخلابة
18. المُتحرّي: هو جزء من سلسلة الأفلام الوثائقية الاستقصائية يقدمها الصحفي الاستقصائي جمال المليكي.
19. رحلة: برنامج سفر من تقديم ابن حتوته وسمية جمال بلقيس.
20. ضحايا وأبطال: برنامج وثائقي انساني تقدمه روعة أوجيه. يقدم البرنامج سلسلة حلقات بنمط وثائقي، في كل حلقة نروي قصة طفل، كان ضحية حروب لا علاقة له فيها فأثرت عليه لكنه قاوم الظروف وتعايش فأصبح بمثابة البطل. في كل حلقة تتقصى مقدمة البرنامج طريقا لحل المشكلة.
21. قهوة النواوي: برنامج ترفيهي اجتماعي من تقديم صالح النواوي يتناول  مواضيع اجتماعية معاصرة بأسلوب ناقد ومضحك، يطرح من خلاله النواوي أسئلة حول ظواهر حياتية يومية، ويدعو المشاهدين لإعادة التفكير في بعض المسلمات الاجتماعية

## وصلات خارجية
- الموقع الرسمي